# Washington-Bataillon

Flagge der Interbrigaden

Das Washington-Bataillon war ein weitgehend amerikanisches Bataillon der Internationalen Brigaden im Spanischen Bürgerkrieg. Es dienten aber wahrscheinlich auch Brigadisten aus sprachverwandten Ländern in diesem Bataillon. Es wurde nach George Washington benannt, dem ersten Präsidenten der Vereinigten Staaten von Amerika. Die Aufstellung des Bataillons erfolgte im Februar 1937 in Albacete. Das Bataillon wurde Teil der XV. Internationalen Brigade. Kommandeur wurde Mirko Markovics, ein Jugoslawien-Amerikaner.  
Das Washington-Bataillon kämpfte mit dem Lincoln-Bataillon ab dem zweiten Tag der Schlacht von Brunete bei Villanueva de la Cañada und eroberte die Stadt nach harten Kämpfen. Das Washington-Bataillon und das Lincoln-Bataillon wurden nach der Eroberung der Stadt Villanueva de la Cañada gegen nationalistische Stellungen bei Mosquito Ridge (Villaviciosa de Odon) eingesetzt. Beide Bataillone waren aber nicht imstande, die nationalistischen Truppen aus ihren Stellungen zu werfen. Kommandeur des Washington-Bataillon war während des Angriffes der Amerikaner Robert Hale Merriman. 
Das Washington-Bataillon wurde noch während der Schlacht von Brunete auf Grund von Verlusten über 50 % am 12. Juli 1937 aufgelöst. Es wurde mit dem Lincoln-Bataillon am 14. Juli 1937 zum Lincoln-Washington-Bataillon vereint. Später erhielt die XV. Internationale Brigade den Ehrennamen Lincoln-Washington-Brigade.